# Моравска ноћ
Моравска ноћ је роман аустријског писца Петера Хандкеа из 2008. године. Прича о писцу у пензији који говори о недавном путовању и стању у Европи пред малом групом људи на свом чамцу, док је усидрен испред села Породин на Морави у Србији.
Књига је објављена на енглеском 2016. у преводу Кришне Винстона.
У Србији је књигу објавила издавачка кућа 2020. године, у преводу Жарка Радаковића.

## Пријем
Publishers Weekly је написао: „У овој причи у којој се боре сећање и стварност, Хандке још једном показује своју драгоцену проницљивост и машту. Kirkus Reviews је написао: „Тужна прича—можда, али она у којој фантазија и историја плешу окретно.“. Џошуа Коен је написао у The New York Times-у да је Моравска ноћ „можда најважнији роман у Хандкеовој каријери“ и да је „Хандке написао потресну књигу скоро упркос себи, или у инат дану, из мрака збрка његових рушевина“.  Моравска ноћ је накнадно рецензирана у Њујорк ривју оф букс, The Times Literary Supplement и Bookforum.

### Признања
Моравска ноћ је била на листи за Немачку књижевну награду 2008. године, иако је Хандке одбио номинацију, према његовим речима из поштовања према млађим писцима на листи. Књига је такође била на листи за Европску награду за књигу 2008.